# プロジェクト・ファイナンス
プロジェクト・ファイナンス (PF, project finance) は、金融用語の一つ。ストラクチャード・ファイナンス（SF, structured finance）の一種で、コーポレート・ファイナンス (CF, corporate finance) やアセット・ファイナンス (AF, asset finance) と対比して使われる。

## 概要
CFでは、企業が借入をするとき、企業全体の信用力を基礎に借入が行われる。一般には物的な担保を取り、加えて、ローンは遡及権（リコース）付きで組まれている。
PFでは、ある特定の事業からあがる予想収益を基礎に借入が行われる。担保になっているのは、その特定事業の資産全てであり、スポンサーからは追加の担保を取らない。ローンはスポンサーに対して遡及をしないノンリコースローンになっている。
PFでは、金融機関は、企業が行おうとする事業の将来予想により深く関わっており、そのリスクを負担している。このリスク負担に対応して、より高い収益を期待できる。このようなリスク負担を分散させるため、事業内容を開示して他の金融機関の参加を求めることが一般的である。また資産証券化（セキュリタイゼーション）の手法が組み合わされることも多い。
日本初のプロジェクト・ファイナンスは、大阪市に所在する中山共同発電に対する1998年（平成10年）の三和銀行と日本開発銀行（現在の日本政策投資銀行）による共同組成の事例である。

## インフラ投資支援メソッドとして
PFは、その性質上、公共事業や公共的要素の強い民間事業について活用されている。民間の資金や経営手法などを活用して公共サービスを効率的に提供する手法であるとしてPFI (private finance initiative) と呼ばれることがある。
海外発展途上国における発電所や鉄道などのインフラ建設計画において、巨額になる工事費用を当該国が一度に支払うことが難しい場合、インフラ投資を促進する存在としての役割もPFは担う。その場合建設後の電気料金や運賃など営業収入も資産に算入される。
2010年10月に日本の受注が決まったベトナムの原子力発電所建設については、財務省所管の国際協力銀行がファイナンス役として参画している。